# Chlorophytum chevalieri
Chlorophytum chevalieri är en sparrisväxtart som beskrevs av Karl von Poellnitz. Chlorophytum chevalieri ingår i släktet ampelliljor, och familjen sparrisväxter. Inga underarter finns listade i Catalogue of Life.